# Monticello (Green County, Wisconsin)
Monticello ist eine Gemeinde (mit dem Status „Village“) im Green County im US-amerikanischen Bundesstaat Wisconsin. Das U.S. Census Bureau hat bei der Volkszählung 2020 eine Einwohnerzahl von 1.192 ermittelt.

## Geografie
Monticello liegt im mittleren Süden Wisconsins, 29,8 km nördlich der Grenze zu Illinois. Der am Mississippi gelegene Schnittpunkt der drei Bundesstaaten Wisconsin, Iowa und Illinois liegt 105 km westsüdwestlich.
Die geografischen Koordinaten von Monticello sind 42°44′44″ nördlicher Breite und 89°35′41″ westlicher Länge. Das Gemeindegebiet erstreckt sich über eine Fläche von 3,06 km². 
Die Nachbarorte von Monticello sind Exeter (5,8 km nordnordöstlich), Belleville (15,8 km in der gleichen Richtung), Brooklyn (28,6 km nordöstlich), Evansville (28,3 km östlich), Albany (16,9 km ostsüdöstlich), Monroe (18 km südsüdwestlich), Argyle (26,1 km westsüdwestlich) und New Glarus (9,2 km nordnordwestlich).
Die nächstgelegenen Großstädte sind Wisconsins Hauptstadt Madison (48,6 km nordnordöstlich), Milwaukee (168 km ostnordöstlich), Chicago in Illinois (221 km südöstlich), Rockford in Illinois (90 km südöstlich) und die Quad Cities in Iowa und Illinois (206 km südwestlich).

## Verkehr
Der Wisconsin State Highway 69 verläuft entlang des westlichen Ortsrandes von Monticello. Alle weiteren Straßen sind untergeordnete Landstraßen, teils unbefestigte Fahrwege sowie innerörtliche Verbindungsstraßen.
Durch Monticello verläuft der Sugar River State Trail, ein auf der Trasse einer ehemaligen Eisenbahnstrecke verlaufender Rail Trail für Wanderer und Radfahrer. Im Winter kann der Wanderweg auch mit Schneemobilen befahren werden.
Die nächsten Flughäfen sind der Dane County Regional Airport in Madison (58,8 km nordnordöstlich) und der Chicago Rockford International Airport (98,3 km südöstlich).

## Bevölkerung
Nach der Volkszählung im Jahr 2010 lebten in Monticello 1217 Menschen in 538 Haushalten. Die Bevölkerungsdichte betrug 397,7 Einwohner pro Quadratkilometer. In den 538 Haushalten lebten statistisch je 2,26 Personen. 
Ethnisch betrachtet setzte sich die Bevölkerung zusammen aus 97,5 Prozent Weißen, 0,2 Prozent Afroamerikanern, 0,1 Prozent amerikanischen Ureinwohnern, 0,8 Prozent Asiaten sowie 0,6 Prozent aus anderen ethnischen Gruppen; 0,9 Prozent stammten von zwei oder mehr Ethnien ab. Unabhängig von der ethnischen Zugehörigkeit waren 2,0 Prozent der Bevölkerung spanischer oder lateinamerikanischer Abstammung. 
24,8 Prozent der Bevölkerung waren unter 18 Jahre alt, 61,8 Prozent waren zwischen 18 und 64 und 13,4 Prozent waren 65 Jahre oder älter. 52,0 Prozent der Bevölkerung war weiblich.
Das mittlere jährliche Einkommen eines Haushalts lag bei 50.556 USD. Das Pro-Kopf-Einkommen betrug 25.682 USD. 4,4 Prozent der Einwohner lebten unterhalb der Armutsgrenze.